# Essence Carson
Essence Carson (Paterson, 28 luglio 1986) è un'ex cestista statunitense, professionista nella WNBA.

## Carriera
È stata selezionata dalle New York Liberty al primo giro del Draft WNBA 2008 (7ª scelta assoluta).

## Palmarès
- Campionato WNBA: 1

Los Angeles Sparks: 2016